# Keleti ajtóscsiga
A keleti ajtóscsiga vagy hornyolt ajtóscsiga (Pomatias rivularis) Délkelet-Európában elterjedt, szájfedős, szárazföldi csigafaj.

## Megjelenése
A csigaház 11,5–16 mm magas, 11–17 mm széles, 4-6 igen domború, jól definiált varratú kanyarulatból áll. A ház kúpos, kissé lekerekített hegyű, a kanyarulatok gyorsan szélesednek, legnagyobb részét az utolsó kanyarulat teszi ki. A csúcsától számított első két kanyarulat sima, a többit rácsos mintázat díszíti, amit gyenge keresztirányú és jóval erősebb hosszanti bordázat alkotnak. A szájadék majdnem kerek, csak a felső részén törik meg kissé, de itt is lekerekített, ellentétben a hasonló nyugati ajtóscsiga (P. elegans) felül kihegyesedő szájadékával. A ház színe szürkétől vörösbarnáig terjedhet. A csiga szájfedővel tudja zárni a házát, amelyen jól látszanak a koncentrikus növekedési vonalak. 

## Elterjedése és életmódja
Délkelet-Európai faj, elterjedési területe az Észak- és Közép-Balkántól (Horvátország, Bosznia, Szerbia, Bulgária) Dél-Ukrajnán keresztül a Kaukázusig és Észak-Iránig tart. Délen Törökországban is megtalálható. Magyarország az elterjedésének északnyugati határán fekszik, összesen három helyről (Bátorliget, Szekszárdi-dombság, Kelet-Mecsek) ismert.
Lombhullató erdőkben és bozótosokban az avarban, lehullott levelek között él. Bulgáriában 1200 m magasságig fordul elő. A nyirkos, hűvös környezetet kedveli, a Mecsekben is az északra néző, nedves völgyekben fordul elő.
Magyarországon védett, természetvédelmi értéke 50 000 Ft.

## Fordítás
- Ez a szócikk részben vagy egészben  a   Pomatias rivularis című német Wikipédia-szócikk ezen változatának fordításán alapul.  Az eredeti cikk szerkesztőit annak laptörténete sorolja fel. Ez a jelzés csupán a megfogalmazás eredetét és a szerzői jogokat jelzi, nem szolgál a cikkben szereplő információk forrásmegjelöléseként.